# پی‌جی‌آی‌ام
پی‌جی‌آی‌ام (انگلیسی: PGIM) شرکت خدمات مالی آمریکایی است، که در سال ۱۸۷۵ تأسیس شد.